# Герб Печенежского района
Герб Печенежского района — официальный символ Печенежского района Харьковской области, утвержденный решением сессии районного совета от 20 июля 2000 года.

## Описание
Щит пересеченный и полураспятый. На первом зеленом поле золотой рог изобилия и кадуцей в косой крест; на втором золотом символическое изображение опошнянского казака; на третьем золотом самец дрофы, под которым два лазурових укороченных нитяных волнистых пояса. Щит обрамлен золотой каймой и золотым венком из дубовых листьев, перевитых лазуровою лентой, и увенчан лазурным полуразвернутым рулоном металлопрофиля с пятью золотыми колосками.
Компьютерная графика - К.М.Богатов, В.М.Напиткін.